# Corticaria lindensis
Corticaria lindensis is een keversoort uit de familie schimmelkevers (Latridiidae). De wetenschappelijke naam van de soort werd in 1891 gepubliceerd door Thomas Blackburn.